# アソシエイテッド・インディペンデント・レコーディング
アソシエイテッド・インディペンデント・レコーディング (Associated Independent Recording: AIR) は、EMIから独立したビートルズの音楽プロデューサー、ジョージ・マーティンとジョン・バージェスによって1965年にロンドンで設立されたレコーディング会社である。1969年から自社の録音スタジオを運営している。

## 歴史

### オックスフォード・ストリート
初期のスタジオは、オックスフォード・ストリート214、ビルの4階部分にあり、4つのスタジオと、MIDIプログラミング・ルームがあった。ここには2台のベーゼンドルファー製のピアノ、防音ブース、Neve Electronicsに特注した56チャンネルのミキシング・コンソールが備えられていた。

### AIRモントセラト
1970年代半ば、カリブ海の英国領土モントセラトにスタジオを設立した。1986年にスタジオを改装し、コントロール・ルームにはオートメーション機能とTR（トータル・リコール機能）を備えたソリッド・ステート・ロジック製の60チャンネル、FocusriteのRupert Neveによる完全統合された12チャンネル、32トラックのMITSUBISHI X-850デジタル・マシン2台と24トラックのStuder A800を設備。デジタル・ミキシングは2台のMITSUBISHI X86。
ポール・マッカートニー、ポリス、ローリング・ストーンズ、デュラン・デュラン、エルトン・ジョン、ボーイ・ジョージ、ブラックサバス、フィル・コリンズ、ダイアー・ストレイツ、ウルトラボックスなどがこのスタジオで録音を行った。
1989年9月、ハリケーンによる被害でスタジオは閉鎖。建物自体は現存しており廃墟と化している。
1993年、日本のレコード会社ファンハウスが札幌芸術の森に隣接する「札幌アートヴィレッジ地区」にジョージ・マーティンの音響設計による滞在型の録音スタジオ「ファンハウス札幌スタジオ（現名・芸森スタジオ）」を設立し、モントセラトで使用されていたSSLのミキシングコンソール（SSL4000E）をはじめ、マイクなどの機材の一部が譲渡された。

### AIRリンドハースト・ホール
AIRスタジオはアルフレッド・ウォーターハウスによって設計され、イギリス指定建造物の2級に認定されているリンドハースト・ホール（ロンドン西部ハンプステッド近郊）を1991年に引き取り、改修を施した後の1992年にレンタル録音スタジオとしてオープンした。クラシックやポピュラー音楽の収録のほか、映画音楽、テレビのポストプロダクション、効果音、テレビゲーム音楽の分野における、ロンドンの重要施設としての役割を担っている。